# Ксанфийская митрополия
Кса́нфийская и Перифеори́йская митропо́лия (греч. Ιερά Μητρόπολις Ξάνθης και Περιθεωρίου) — епархия «Новых Земель» Элладской православной церкви. Как и прочие епархии «Новых Земель» также формально подчинена Константинопольскому Патриархату. Центром епархии является город Ксанти в Греции.

## Управляющие
- Игнатий (1467)
- Иосиф (1474—1477)
- Матфей (1484—1488)
- Пахомий (упом. 1497 — упом. 1498)
- Феодосий (1541)
- Досифей (1545—1564)
- Иоасаф (1564—1565)
- Паисий (1565—1566)
- Иоасаф (1566—1570)
- Филипп (1570)
- Григорий (1575—1580)
- Филимон (1580—1590)
- Парфений (1590—1593)
- Филофей (1593)
- Григорий (1595—1609)
- Гавриил (1609—1623)
- Дорофей (1623)
- Самуил (1623—1632)
- Иоанникий I (1632)
- Иоанникий II (1634)
- Самуил (1646—1648)
- Сильвестр (1648)
- Иосиф (1671)
- Дамаскин (1671)
- Даниил (1697)
- Дамаскин (1702)
- Симеон (1702—1707)
- Макарий (1708—1720)
- Кирилл (1721—1726)
- Парфений (1726—1742)
- Митрофан (1742—1756)
- Кирилл (1756—1764)
- Филарет (1764—1789)
- Нафанаил (1789—1806)
- Серафим (1806—1831)
- Евгений (1831—1848)
- Мелетий (1848—1858)
- Панарет (1858—1861)
- Дионисий I (1861—1867)
- Иларион (Каркаллас) (16 марта 1867 — 23 октября 1872)
- Каллиник (Томаидис) (23 октября 1872 — 4 марта 1875)
- Каллиник (Евтихидис) (7 марта 1875 — 12 декабря 1877)
- Филофей (Константинидис) (17 декабря 1877 — 26 августа 1885)
- Дионисий (Кардарас)[болг.] (2 сентября 1885 — 1 августа 1891)
- Иоаким (Сгурос) (1 августа 1891 — 25 ноября 1910)
- Анфим (Анастасиадис) (25 ноября 1910 — 3 сентября 1922)
- Поликарп (Псомиадис) (13 октября 1922 — 17 августа 1935)
- Иоаким (Мартинианос) (ноябрь 1935 — 5 декабря 1942)
- Иоаким (Смирниотис) (13 декабря 1942 — 10 декабря 1945)
- Иоаким (Мартинианос) (10 декабря 1945 — 10 декабря 1953)
- Антоний (Клаудатос) (28 марта 1954 — 24 июля 1994)
- Пантелеимон (Калафатис) (с 29 января 1995)

## Викарии
- Софроний (Гуцинис), епископ Полистильский (с 19 октября 2024)